# Nicolau Nagib Nahas
Nicolau Nagib Nahas (Campos dos Goytacazes, 2 de março de 1898 — Florianópolis, 26 de fevereiro de 1934) foi um poeta e teatrólogo brasileiro, considerado por alguns estudiosos o primeiro modernista de Santa Catarina.

## Vida e família
Nicolau Nagib Nahas nasceu em Campos no Estado do Rio de Janeiro em 2 de março de 1898, filho dos imigrantes libaneses Capitão Nagib Nicolau Nahas e Jamille Malty Nahas, veio ainda criança para Florianópolis. Realizou seus primeiros estudos no Colégio Catarinense.
Desde muito jovem, Nahas, produziu sua poesia. Publicando seu primeiro livro, "Prelúdios Vespertinos", com apenas 18 anos, em 1916.
Em 9 de dezembro de 1922, casou-se com Carmen Hoffmann, filha do comerciante palhocense Capitão Pedro Egydio Hoffmann, com quem teve 7 filhos.
Faleceu vítima de tuberculose ou tísica galopante; três meses após a descoberta da doença. Deixou viúva e 6 filhos(um falecera), que após sua morte passaram a viver em Palhoça. Fora inicialmente sepultado no Cemitério do Hospital de Caridade de Florianópolis; depois foi transportado para o Cemitério Municipal de Palhoça, onde se encontra seu jazigo atualmente.

### Filhos
- Edson Ruy Nahas (in memoriam)(19/10/1924-14/03/1996)
- Jamille Maria Nahas (Soares)(19/12/1925- atualmente)
- Talitha Coeli Nahas (Claumann)(28/01/1927-atualmente)
- Gilberto Pedro Nahas (in memoriam)(1928-2010)
- Carmen Sulamita Nahas (Baasch) (in memoriam)(19/03/1929-1995)
- Juarez Artur Hoffmann Nahas (18/12/1931-atualmente)
- Hermes D'Alincourt Nahas (in memoriam) (+/-1932-1934)

## Obra
Apesar de sua curta passagem pela vida, Nagib(como era conhecido e tratado pelos amigos), produziu uma fecunda obra literária distribuída em jornais e periódicos da época, folhetins, livros de poesia e peças de teatro.

### Livros
- Prelúdios Vespertinos (1916)
- Hosanas ao Estado de Santa Catharina (1916)
- Canções incultas (1922)
- Boas Festas (1932)

### Revistas teatrais
- A Ilha dos Casos Raros (1927)
- Bemdito Amor (1932)
- A cruz

### Publicação post-mortem
- Versos da Minha Vida (1947)

## Vida pública
Nos seus 36 anos incompletos de vida, exerceu diversas funções: Fundador e Tesoureiro do Centro Catarinense de Letras (1925), fundador do Centro Dramático, presidente do Centro Literário Castro Alves(1915), orador do Centro de Cultura Teatral(1929) e presidente em 1932, orador do Avaí Futebol Clube(1923), fundador do Partido Liberal, orador do Guarani Esporte Clube (Palhoça)(1932), sócio da Liga Operária, sócio do Clube Náutico Francisco Martinelli, entre outros.

## Colaboração em jornais e revistas
Nahas colaborou em revistas e jornais catarinenses e de outros estados, tais como: Revista Illustrada (1918), A Semana(1922), Revista Acadêmica, Revista do Centro Catarinense de Letras, Vida Ilhôa, O Itiberê de Paranaguá, A Sulina de Curitiba(1922), A República, O Tempo, A Verdade, A Notícia, A Voz do Povo, O Imparcial, O Estado, Folha Nova, O Dia, O Catarinense, A Tarde, O Albor de Laguna, O Correio de Orleãs, O Itararê de São Paulo, O Natal de Curitiba, O Cedro e A Democracia de Porto Alegre.

## Amigos
Nicolau Nagib Nahas era muito querido entre os amigos e muito popular em Florianópolis. Possuía amigos influentes na sociedade catarinense, como: Antonieta de Barros, Delminda Silveira, Ildefonso Juvenal da Silva, Trajano Margarida, Osvaldo Mello, Othon da Gama d'Eça, Índio do Brazil, Altino Corsino da Silva Flores, Leocádio Correia, entre outros.